# Малаков Георгій Васильович
Гео́ргій Васи́льович Мала́ков (10 лютого 1928, Київ — 14 червня 1979, Київ) — український радянський графік; член Спілки радянських художників України з 1960 року. Заслужений художник УРСР з 1974 року. Син драматурга Василя Малакова, брат краєзнавця Дмитра Малакова, батько графіка Олени Малакової.

## Біографія
Народився 10 лютого 1928 року в місті Києві (нині Україна). Пережив німецьку окупацію Києва, під час якої працював помічником у Виробничо-художніх майстернях, паралельно малюючи листівки для продажу та різноманітні малюнки, зокрема й карикатури. Восени 1943 року мешкав у Ворзелі, куди окупанти перевели дитячий будинок (вихователем працювала його мати).
У 1944—1949 роках навчався в Київській художній середній школі імені Тараса Шевченка у Івана Хворостецького, Володимира Бондаренка, Петра Жарова. Протягом 1949—1955 років продовжив здобувати мистецьку освіту на графічному факультеті Київського художнього інституту, де його педагогами були Іларіон Плещинський, Василь Касіян, Костянтин Єлева, Олександр Пащенко, Іван Красний.
Мешкав у Києві в будинку на вулиці Дашавській, № 27, квартира № 38. Помер у Києві 14 червня 1979 року. Похований у Києві на Берковецькому кладовищі.

## Творчість
Працював у галузях станкової, книжкової графіки та екслібрису, переважно в техніці лінориту. Серед робіт:
- акварельні цикли: «Полісся» (1950—1953), «Букринський плацдарм» (1951), «Немирів» (1951—1957), «Старий Львів» (1958);
- серії ліногравюр: «Чорноморці» (1960), «Бенілюкс» (1960—1962), «Навколо Європи» (1961—1963), «Київ у грізний час» (1961—1967), «Київ. 1941–45» (1961—1975), «Середньовічні сюжети» (1962—1967), «Завойовники морів» (1963—1975);
- ліногравюри: «Знову в Києві» (1961, Національний музей Тараса Шевченка), «Учітеся брати мої...» (1961), «Поверненняна Волзі» (1961)[2], триптих «Їхні шляхи» (1965), «Володимир Ленін за кордоном» (1969—1970);
- серії екслібрисів (1961—1978);

Автор ілюстрацій до книг
- «Тарасова доля» Янки Купали (1954);
- «Сильні духом» Дмитра Медведєва (1963);
- «Небо війни» Олександра Покришкіна (1965);
- «Декамерон» Джованні Боккаччо (1966);
- «Легенда про Уленшпігеля та Ламме Гудзака» Шарля де Костера (1966—1971);
- «Квентін Дорвард» Вальтера Скотта (1972);
- казок Шарля Перро (1967) і братів Ґрімм (1974—1975);
- поезій Лесі Українки (1971).

На творчості Г. Малакова позначилася його надзвичайна художницька пам'ять. Він міг детально відтворити в малюнку лише раз бачене, чим завжди вражав викладачів. А спостережуване ним іще підлітком у страшні роки війни стало багатющим матеріалом для творів, виконаних десятиріччями потому.
Працював в галузі журнальної та газетної ілюстрації у журналах «Україна», «Знання та праця», «Старт», «Піонерія», «Малятко», газеті «Зірка» та інших.
Брав участь у виставках з 1943 року, республіканських — з 1957 року, всесоюзних — з 1961 року, зарубіжних — з 1956 року. Виставка українського мистецтва в Москві (1967 року). Міжнародна виставка в Парижі (1971 року) - де його роботи були високо оцінені критиками. Крім того, він брав участь у численних виставках у Києві, де його картини привертали увагу глядачів та колекціонерів. 
Крім згаданого музею, роботи художника зберігаються в Національному художнотму музеї України у Києві, Центральному державному архіві-музеї літератури і мистецтва України, низці обласниї художніх музеїв.
Вивченням та популяризацією творчості митця багато десятиліть займався його молодший брат — український краєзнавець Дмитро Малаков, який присвятив творчості старшого брата близько 70 книг, альбомів, спогадів, статей, зокрема:
- Георгій Малаков: альбом / автор та упорядник Дмитро Малаков. — Київ, Мистецтво, 1984;
- Книжкові знаки Георгія Малакова / автор та упорядник Дмитро Малаков.-Київ, КИЙ, 1998;
- Дмитро Малаков. Немирів у малюнках Георгія Малакова.-Київ: Майстерня книги; Оранта, 2008;
- Наталія Белічко, Дмитро Малаков. Георгій Малаков. Життя і творчість. К., 2016;
- «Георгій Малаков. Життя в малюнках і спогадах» / Автор-упорядник Дмитро Малакова. — К.: Чудермайстер; Мистецтво, 2016 (серія «Георгій Малакова відомий і невідомий»);
- «Георгій Малакова: Мальовано для своїх» /Автор-упорядник Дмитро Малакова. — К.: Чудермайстер; Мистецтво, 2018 (серія «Георгій Малакова відомий і невідомий»).

Багато робіт Георгія Малакова опубліковано у ряді спогадів Дмитра Малакова, здебільшого присвячених періоду війни та повоєнній добі.
Особисте життя та спадщина
Георгій Малаков жив і працював у Києві протягом усього свого життя. Він був відомий як людина з добрим серцем та відкритою душею, що відбивалося в його творчості. Його полотна й досі надихають нові покоління художників та митців. Малаков був не тільки художником, а й педагогом, навчаючи молодих художників у Київському художньому інституті. Його роботи були виставлені в кількох країнах, включно з Польщею, Німеччиною та Францією, що свідчить про міжнародне визнання його таланту. В останні роки свого життя він почав експериментувати з новими техніками і матеріалами, що призвело до створення низки унікальних робіт.